# Rîbnița
Rîbnița, ou Rybnitsa (en russe : Рыбница), est une ville, chef-lieu du raion de Rîbnița de la Moldavie qui se trouve dans la région à l'est du fleuve Dniestr, autoproclamée comme république autonome, en Transnistrie.

## Histoire
Le gué entre Rîbnița et Rezina a toujours été un point de passage du Dniestr, et de ce fait, son histoire est particulièrement agitée. Des restes archéologiques des gètes et des scythes (VIe au IVe siècle avant notre ère) ont été trouvés aux abords de la ville. Le fleuve était une importante voie de communication entre la mer Baltique (par la Vistule et le San) et la mer Noire, c'est-à-dire entre l'Europe du Nord hanséatique et Byzance : l'ambre, les peaux, le bois, la soie, du vin transitaient par ici. Carpes, Goths, Huns, Avars, Slaves, Onogours, Bulgares, Russes, Magyars, Petchénègues, Coumans dits Polovtses, Volochovènes, Tatars, Génois, Moldaves, Polonais et Lituaniens, Turcs ont cherché à contrôler la région.
Rîbnița, dont le nom d'origine ukrainienne, signalé au XVIIe siècle, signifie « poissonneuse », fait alors partie de la province polonaise de Podolie. Par le traité d'Iași, signé le 29 décembre 1791 (9 janvier 1792 dans le calendrier grégorien), celle-ci est intégrée dans l'Empire russe.
En 1910, la ville fait partie du gouvernement de Podolie et ses habitants, moldaves pour moitié, russes, ukrainiens et juifs pour l'autre moitié, vivent d'agriculture, de commerce par le fleuve et d'exploitation du bois.
La Première Guerre mondiale et la guerre civile russe ravagent Rîbnița. Au printemps 1917, les troupes russes débandées pillent la ville qui voit passer successivement durant cinq ans des troupes tsaristes, bolchéviques, allemandes, ukrainiennes et à nouveau bolchéviques, vivant toutes de réquisitions.
En 1922, lorsque l'Union des républiques socialistes soviétiques est fondée, Rîbnița est quasiment dépeuplée. Durant les dix-huit ans qui suivent, elle devient une base des garde-frontières chargés d'intercepter les personnes fuyant le bolchévisme vers Rezina en Bessarabie désormais roumaine, où les attend l'« Office international Nansen pour les réfugiés » : Russes blancs, anciens aristocrates, bourgeois, marchands (dont un grand nombre de juifs russes), soi-disant « koulaks », intellectuels, indépendantistes ukrainiens, anarchistes, paysans affamés, tous indistinctement classés comme « éléments contre-révolutionnaires ». Certains parviennent à passer à la nage ou sur la glace, surtout de nuit, mais bien rares sont ceux qui parviennent à emporter quelque bagage, et beaucoup sont tués, noyés, ou capturés et envoyés au Goulag : parmi ceux qui s'échappent, plus d'un est rançonné par les garde-frontière roumains de Rezina avant d'être pris en charge par l'office Nansen.
En 1924, la ville fait partie de la république socialiste soviétique d'Ukraine et, au sein de celle-ci, de la république socialiste soviétique autonome moldave.
À partir du 29 juin 1940, la Bessarabie étant devenue soviétique à son tour, Rîbnița cesse d'être zone-frontière militarisée et commence à se repeupler, mais le 27 juillet 1941, la ville est conquise par l'armée du Troisième Reich et occupée par un bataillon roumain aux ordres du régime fasciste d'Ion Antonescu. Les occupants germano-roumains ratissent la population juive des environs, la regroupent dans les camps de Transnistrie et l'y exterminent. En mars 1944, l'Armée rouge revient à Rîbnița qu'elle trouve à nouveau dépeuplée.

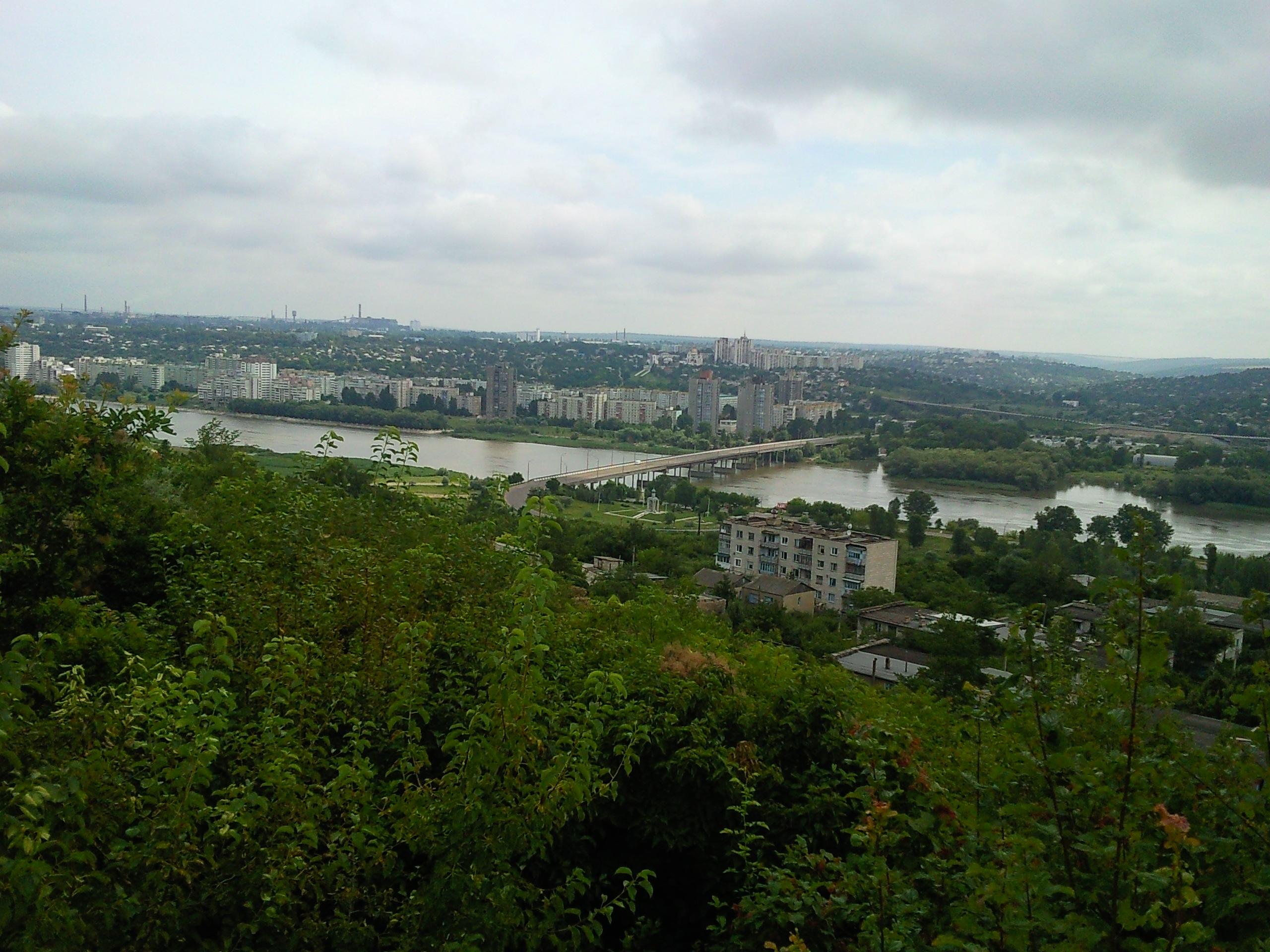
Rîbnița vue de Rezina.

Depuis 1945, rendue à la vie civile, Rîbnița se repeuple et devient une petite ville industrielle soviétique de cinquante mille habitants, dans la république socialiste soviétique moldave, où, après la déstalinisation (1956), règnent enfin la paix et la sécurité, après soixante ans de terreur et de violences.
Au moment de l'indépendance de la Moldavie en août 1991, les russophones de la rive gauche du Dniestr n'entendent pas devenir citoyens de ce nouvel état, et font sécession lors de la Guerre du Dniestr en 1992. Depuis cette période, Rîbnița et son rayon sont sous le contrôle du gouvernement séparatiste de Transnistrie. La traversée du fleuve sur le pont entre Rîbnița et Rezina est parfois impossible, d'autres fois ralentie par des contrôles et de ce fait le trafic est faible.

## Population
Selon le recensement de 2004, la ville avait alors 53 648 habitants, comprenant selon leur origine ethnique 11 263 Moldaves, 24 898 Ukrainiens, 11 738 Russes, 480 Polonais, 328 Biélorusses, 220 Bulgares, 166 Juifs, 106 Allemands, 96 Gagaouzes, 71 Arméniens, 38 Roms, et 4 245 d'autres ethnies non déclarées.

## Personnalités nées dans la ville
- Evgueni Chevtchouk (1968), président de la république (de facto) de Transnistrie de 2011 jusqu'en 2016.
- Ribnitzer Rebbe, célèbre rabbin hassidique, son surnom est lié à la ville, le Ribnitzer Rebbe (ריבניצער רבי).